# Андреева, Надежда Николаевна (горнолыжница)
Наде́жда Никола́евна Андре́ева (в девичестве Патрике́ева; 3 января 1959, Кировск — 11 августа 2014, Москва) — советская горнолыжница, специалистка по слалому и гигантскому слалому. Выступала за сборную СССР по горнолыжному спорту в 1975—1984 годах, многократная чемпионка первенств национального значения, обладательница двух серебряных медалей Кубка мира, участница двух зимних Олимпийских игр. Мастер спорта СССР международного класса. Также известна как тренер и спортивный функционер.

## Биография
Надежда Патрикеева родилась 3 января 1959 года в городе Кировске Мурманской области. Заниматься горнолыжным спортом начала в раннем детстве по примеру старшего брата, тренировалась в секции спортивного общества «Трудовые резервы», позже проходила подготовку в местном училище олимпийского резерва. Впоследствии переехала на постоянное жительство в Москву, присоединившись к спортивному обществу «Труд».
Уже во время учёбы в школе показывала достаточно высокие результаты, побеждала на всесоюзных соревнованиях среди юниоров, одержала победу в слаломе на международном старте в Чехословакии.
В 1975 году в возрасте шестнадцати лет впервые вошла в основной состав советской национальной сборной, рассматривалась в числе основных кандидаток на участие в зимних Олимпийских играх 1976 года в Инсбруке, однако во время одной из тренировок в результате падения получила серьёзные травмы и вынуждена была отказаться от поездки на эту Олимпиаду.
Начиная с 1979 года, регулярно принимала участие в состязаниях Кубка мира, в том числе заняла пятое место в слаломе на этапе в словенском Мариборе и благодаря этому удачному выступлению удостоилась права защищать честь страны на Олимпийских играх 1980 года в Лейк-Плэсиде. В программе слалома шла третьей после первой попытки, но вторая попытка оказалась менее удачной, сместив её на шестую позицию. В гигантском слаломе заняла итоговое двенадцатое место. После Олимпиады продолжила выступать на Кубке мира и вскоре впервые поднялась на пьедестал почёта, выиграв серебряную медаль в слаломе на этапе в американском Уотервилл-Вэлли.
В следующем сезоне 1980/81 добавила в послужной список ещё одну награду серебряного достоинства, полученную на этапе Кубка мира в итальянском Бормио.
На чемпионате мира 1982 года в Шладминге стала в зачёте гигантского слалома одиннадцатой. Затем на некоторое время ушла из большого спорта в связи с беременностью и рождением ребёнка.
Вернувшись в число лидеров горнолыжной команды СССР, Патрикеева-Андреева благополучно прошла отбор на Олимпийские игры 1984 года в Сараево — на сей раз показала 14-й результат в слаломе и заняла 29-е место в гигантском слаломе. Вскоре по окончании этих соревнований приняла решение завершить спортивную карьеру, уступив место в сборной молодым советским горнолыжницам. За выдающиеся спортивные достижения удостоена почётного звания «Мастер спорта СССР международного класса».
Завершив спортивную карьеру, занялась тренерской деятельностью. В течение многих лет работала детским тренером по горнолыжному спорту, с 2001 года занимала должность директора спортивной детско-юношеской школы олимпийского резерва в подмосковном Шуколово. Была замужем за известным советским горнолыжником Владимиром Андреевым — в браке у них родились двое детей: сын Владимир (1983) и дочь Мария (1993).
Умерла 11 августа 2014 года в Москве в возрасте 55 лет.